# ГЕС Оссаускоскі
ГЕС Оссаускоскі (фін. Ossauskosken voimalaitos) — гідроелектростанція на півночі Фінляндії у провінції Лапландія. Входить до каскаду на річці Кемійокі (впадає у північну частину Ботнічної затоки), знаходячись між ГЕС Петаяскоскі (вище по течії) та Тайвалкоскі.
Під час будівництва станції, яке припало на 1961—1965 роки, ліву протоку перекрили бетонною греблею із п'ятьма водопропускними шлюзами, а у правій збудували машинний зал. Загальна довжина бетонних гребель 161 метр, крім того, споруджено 1,9 км земляних дамб висотою до 18,7 метра. Як наслідок вище по течії річки утворилось витягнуте водосховище площею поверхні 11,2 км2 та об'ємом 49,5 млн м3.
Машинний зал первісно був обладнаний трьома турбінами типу Каплан загальною потужністю 93 МВт, які при напорі у 15 метрів забезпечували середньорічне виробництво на рівні 457 млн кВт·год електроенергії. У середині 2000-х років ГЕС Оссаускоскі модернізували, збільшивши її потужність до 124 МВт (річне виробництво зросло до 501 млн кВт·год).